# Језични живац
Језични живац (лат. nervus lingualis) је сензитивна грана доњовиличног живца, која се издваја из његове задње завршне гране. Он инервише унутрашњу страну десни доње вилице, предње 2/3 језика и слузокожу подјезичног предела. Осим тога, живац прима парасимпатичка влакна преко бубне врпце фацијалног нерва која служе за инервацију подвиличне и подјезичне пљувачне жлезде. Језични живац преноси и утиске чула укуса из печуркастих папила језика у централни нервни систем (такође преко ове анастамозе), а придодат му је и подвилични ганглион.
Након одвајања од стабла доњовиличног нерва, језични живац се простире косо наниже и упоље кроз инфратемпоралну јаму и то испред и унутра у односу на доњи зубни живац. У том делу му се под оштрим углом са задње стране прикључује бубна врпца. Након краћег пута, језични живац скреће хоризонтално унапред и улази у жлеб између језика и десни, прелази преко подјезичне жлезде и на њеној унутрашњој страни се дели у своје завршне гране.
Бочне гране живца су:
- гране за ждрелно сужење (лат. rami isthmi faucium), које оживчавају слузницу бочног зида ждрелног сужења и одговарајући непчани крајник;
- подјезични живац (лат. nervus sublingualis), који оживчава подјезичну жлезду и слузницу подјезичног предела и
- гране за унутрашњу страну десни доње вилице.

Завршне гране живца су назване језичне гране (лат. rami linguales) и оне инервишу предње 2/3 језика.